# Gemeindeverwaltungsverband Reichenbach an der Fils
Der Gemeindeverwaltungsverband Reichenbach an der Fils ist ein Gemeindeverwaltungsverband im Landkreis Esslingen in Baden-Württemberg.

## Geschichte
Die Gründung des Verbands erfolgte zum 1. Januar 1975. Sitz des Verwaltungsverbands ist Reichenbach an der Fils.

## Mitgliedsgemeinden
- Reichenbach an der Fils
- Baltmannsweiler
- Hochdorf
- Lichtenwald

## Aufgaben
Einzige Aufgabe des Gemeindeverwaltungsverbands ist die Aufstellung des Flächennutzungsplans als vorbereitende Bauleitplanung.

## Verbandsvorsitzender
Der Verbandsvorsitzende ist der Bürgermeister der Gemeinde Reichenbach an der Fils.